# Кубок Полінезії з футболу
Кубок Полінезії (англ. Polynesia Cup) — футбольний турнір серед країн Полінезії. Також, як і Кубок Меланезії, він виконував роль відбіркового турніру Кубка націй ОФК в зоні Полінезії. Останній розіграш відбувся у 2000 році.

## Учасники
- Американське Самоа;
- Острови Кука;
- Самоа;
- Таїті;
- Тонга.

## Результати
| Рік             | Господарі    | Переможець | 2 місце      | 3 місце | 4 місце            |
| --------------- | ------------ | ---------- | ------------ | ------- | ------------------ |
| 1994 Детальніше | Самоа        | Таїті      | Тонга        | Самоа   | Американське Самоа |
| 1998 Детальніше | Острова Кука | Таїті      | Острови Кука | Самоа   | Тонга              |
| 2000 Детальніше | Таити        | Таїті      | Острови Кука | Самоа   | Тонга              |

## Переможці
| № | Перемог | Збірна | Турніри          |
| - | ------- | ------ | ---------------- |
| 1 | 3       | Таїті  | 1994, 1998, 2000 |